# 曾瑞龙
曾瑞龙（1960年—2003年），是一位香港历史学家。

## 生平
祖籍广东惠阳，1960年生于香港。1978年，入读香港中文大学历史系。曾师承宋史学者罗球庆教授和陶晋生教授，1982年获得香港中文大学历史学学士学位。1984年获得香港中文大学历史学硕士学位。1989年赴美国亚利桑那大学攻读历史学博士。1997年，获得亚利桑那大学历史学博士学位。同年受聘担任香港中文大学历史系助理教授。
。
研究领域包括宋代对外关系和战争史，比较战略文化等，曾著有《经略幽燕-宋辽战争灾难性分析》、《拓边西北》。
2003年5月5日不幸因患非典逝世。

## 著作
- 《经略幽燕-宋辽战争灾难性分析》
- 《拓边西北》